# Embossing

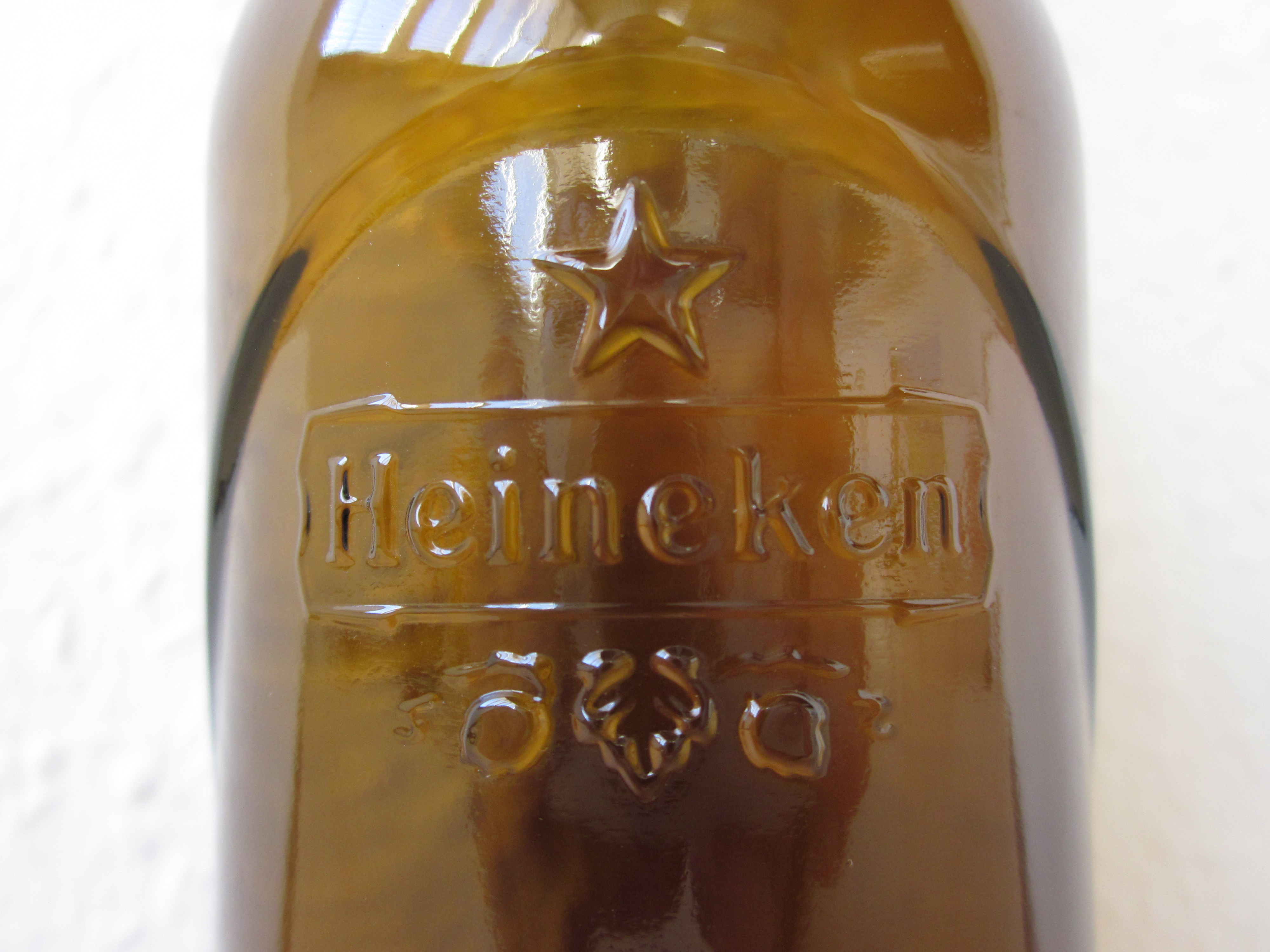
Deutlich sichtbares Embossing auf einer Bierflasche

Unter einem Embossing (engl. to emboss – „prägen“, „gaufrieren“, also eigentlich „Prägung“) wird ein Relief verstanden, welches sich beispielsweise auf einer Glasflasche befindet. Einige Flaschen, vorzugsweise mit Getränken des gehobenen Preissegmentes, sind damit versehen, um sie so hochwertiger gegenüber einfachen Flaschen ohne Embossing erscheinen zu lassen.
Häufig sollen Etiketten zentriert zu diesen Embossings auf den Flaschen platziert werden. Hierzu müssen die Flaschen in der Etikettiermaschine vor dem Etikettiervorgang entsprechend ausgerichtet werden.

## Kritik
Die verstärkte Verbreitung von Embossings auf Bierflaschen wird vor allem von kleineren Brauereien kritisiert, weil höhere Kosten für das Aussortieren von Flaschen fremder Hersteller anfallen. Außerdem haben solche Mehrweg-Individualflaschen eine schlechtere Ökobilanz, da längere Transportwege zum jeweiligen Hersteller anfallen und die Anzahl der Umläufe pro Flasche deutlich geringer ist.

## Weitere Anwendungen
Auch bei der Herstellung von Gruß- oder Schmuckkarten, Briefumschlägen, Briefpapier und dergleichen dient das Embossing dazu, dem Produkt ein höherwertiges, oftmals exklusiv gestaltetes Aussehen zu verleihen. Das Embossing wird dabei entweder durch mechanische Verformung des Materials (Gaufrieren) oder durch Aufbringen und Schmelzen eines speziellen Embossing-Pulvers erzeugt.